# Climatização automotiva

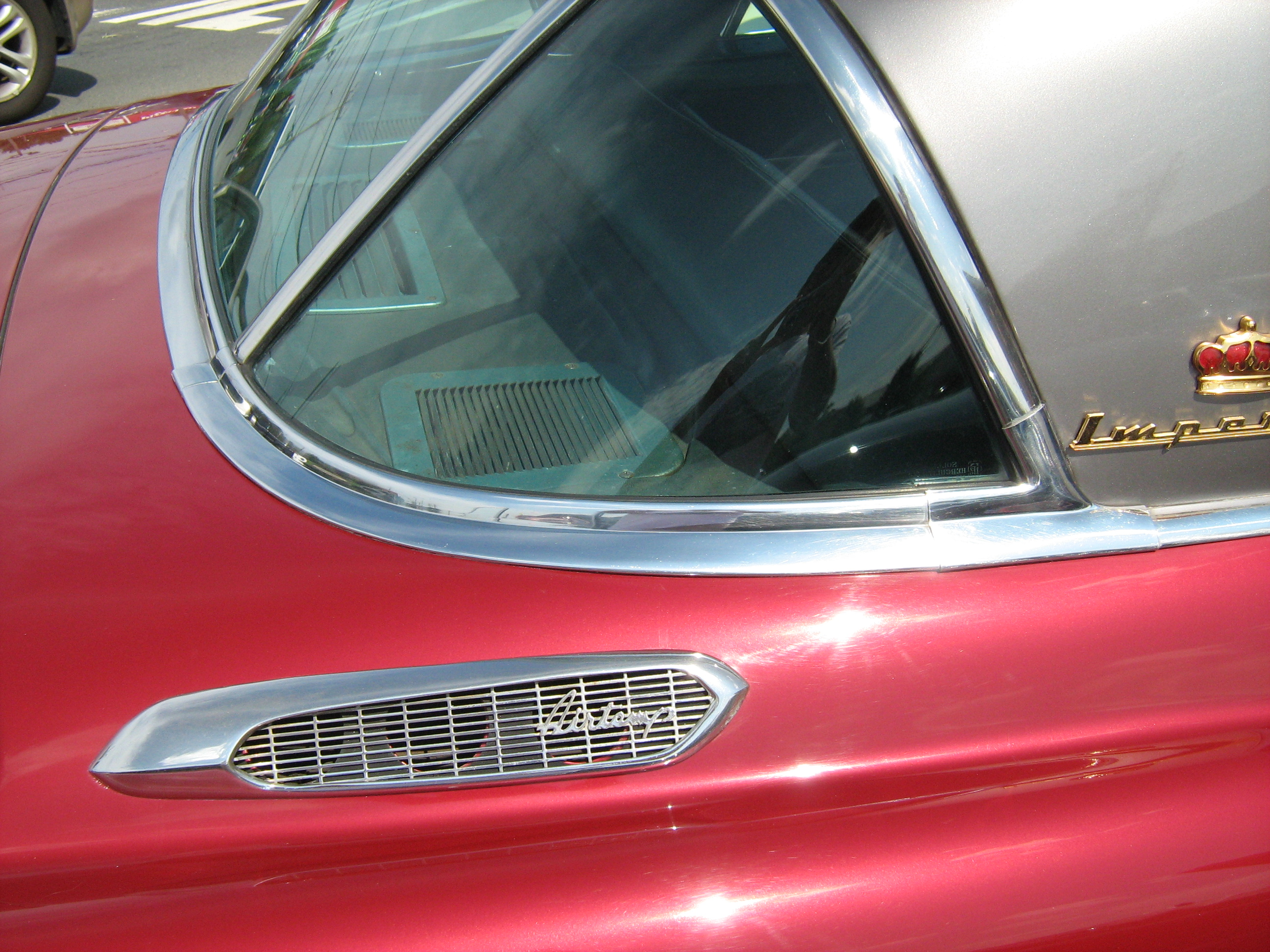
Chrysler Imperial de 1953 com ar condicionado de série.

A climatização automotiva, ou sistema de condicionamento de ar de automóvel, é um sistema elétrico que trata o ar existente no interior de um automóvel (habitáculo dos passageiros), regulando as condições deste ar em relação a temperatura, umidade e, ventilação, buscando o conforto térmico do condutor e dos passageiros dentro do veículo (habitáculo dos passageiros), durante o deslocamento veicular em locais quentes e úmidos.
A climatização afeta o consumo de combustível, pois usa a força do motor do carro para ligar o compressor e comprimir o gás refrigerante; gasto de combustível semelhante a do carro em alta velocidade na estrada com os vidros abertos que cria o arrasto aerodinâmico grande (Cx). Outros fatores, como o superaquecimento do motor do carro, também impactam a climatização. No Brasil, o R-134a / HFC-134a' e o CO2 / R-744 são usados juntos nos sistemas em cascata, como gás refrigerante de alta temperatura; O uso de CO2 como gás refrigerante foi uma forma desenvolvida na Europa na década de 2010.
Em 1939, a Packard foi a primeira fabricante mundial de automóveis a introduzir este sistema, porém não era eficiente, sem uso de termostato e sem mecanismo automático de desligamento emergencial. A maioria dos sistemas condicionadores usavam sistema de aquecimento separado com um compressor montado junto ao motor, acionado pela cambota e correia, o evaporador instalado no bagageiro para distribuir o ar refrigerado via sistema de respiradouros no interior no habitáculo de passageiros. Na década de 1950 o sistema foi totalmente montado na parte frontal do veículo.
Atualmente, este tipo de condicionador de ar trabalha com sistema de compressão de vapor, que faz com seja retirado o calor presente no habitáculo dos passageiros, provocando a redução na temperatura e conforto térmico. O condicionamento do ar é um ciclo fechado onde um gás refrigerador é bombeado e comprimido pelo sistema, sendo resfriado ao passar na válvula de expansão e no evaporador. Sistema composto por: compressor, expansor, evaporador e, condensador.

## História
Em 1933, uma empresa na cidade de Nova Iorque (Estados Unidos), ofereceu pela primeira vez a instalação de um aparelho climatizador de ar para carros. A maioria de seus clientes possuía limusines e carros de luxo. Em outubro de 1935, Ralph Peo, da indrústria Houde Engineering, na cidade nova-iorquina de Buffalo (Nova Iorque, Estado Unidos), solicitou um registro de patente para uma "Unidade de resfriamento de ar para automóveis" (patente 2 099 227), concedida em novembro de 1937.
Em 1939, a fabricante Packard tornou-se o primeiro montadora de automóveis a oferecer um climatizador integrado em seus automóveis, na forma de item opcional, onde a instalação era através do pagamento adicional de $274 dólares (o opcional foi descontinuado após 1941). Essas unidades volumosas foram fabricadas pela "Bishop and Babcock Weather Conditioner" (B&B), de Cleveland (Ohio, Estados Unidos) e encomendadas para aproximadamente dois mil automóveis. Esta também incorporou um aquecedor. Os carros encomendados com esta opção foram enviados das instalações do East Grand Boulevard da Packard para a fábrica da B&B onde a conversão foi realizada.
O sistema de climatização da Packard não foi comercialmente bem sucedido porque: o sistema ocupava metade do espaço do porta-malas; foi substituído por sistemas mais eficientes nos anos pós-guerra; não tinha o sensor termostato ou mecanismo de desligamento, além de desligar o ventilador o ar frio às vezes ainda entrava no carro devido a correia de transmissão estava continuamente conectada ao compressor; o preço era inacessível para a maioria das pessoas na América da depressão/pré-guerra.
O Chrysler Imperial de 1953 foi um dos primeiros automóveis de produção em doze anos a oferecer um climatizador moderno como opção, seguindo experimentos de Packard em 1940 e Cadillac em 1941. Walter Chrysler tinha visto a invenção do condicionador de ar Airtemp na década de 1930 para o Chrysler Building, e o ofereceu em carros em 1942 e novamente em 1952.
Em 1953, os automóveis Cadillac, Buick e Oldsmobile adicionaram um climatizador como opção em alguns de seus modelos. Todos esses sistemas Frigidaire usavam componentes separados no motor e no porta-malas.
Em 1954, o Nash Ambassador foi o primeiro automóvel americano a ter um sistema de aquecimento, ventilação e resfriamento totalmente integrado, chamado de "All-Weather Eye". A corporação Nash-Kelvinator usou sua experiência em refrigeração para apresentar o primeiro sistema de aquecimento e climatização compacto e acessível da indústria automobilística, opcional para os modelos Nash. Possuía um único controle termostático, com uma opção de climatização do passageiros bom e extremamente barato, com aberturas montadas no painel. Este foi o primeiro sistema em massa com controles no painel e uma embreagem elétrica. Todos os seus componentes eram instalados na área do capô. O layout alternativo unificado iniciado por Nash "tornou-se uma prática estabelecida e continua a formar a base dos modernos e mais sofisticados sistemas automáticos de controle climático".

## Funcionamento

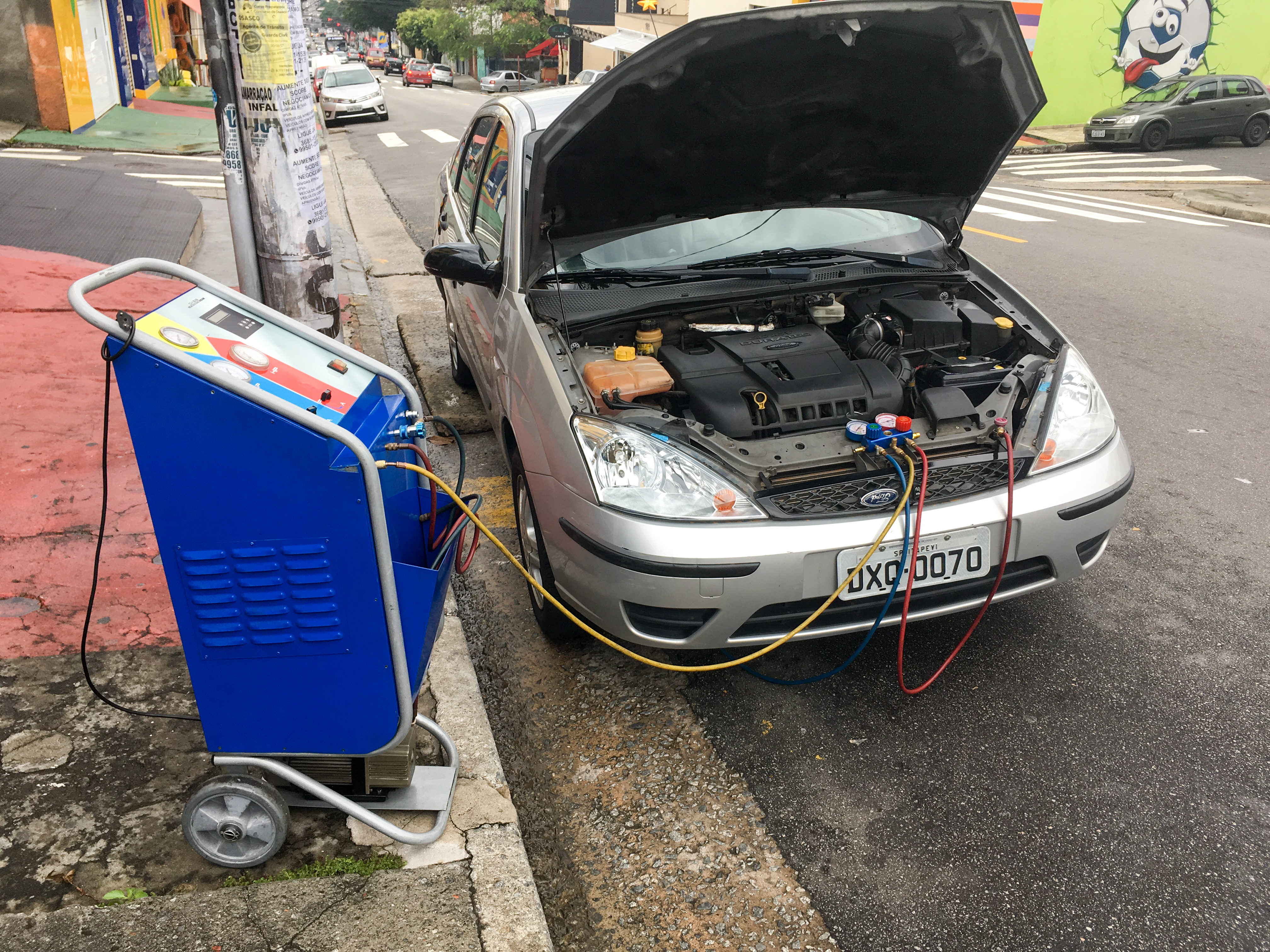

O sistema de climatização veicular é formado basicamente por 4 componentes: compressor, condensador, dispositivo de expansão e, evaporador, mais o fluido refrigerante / fluido de refrigeração.

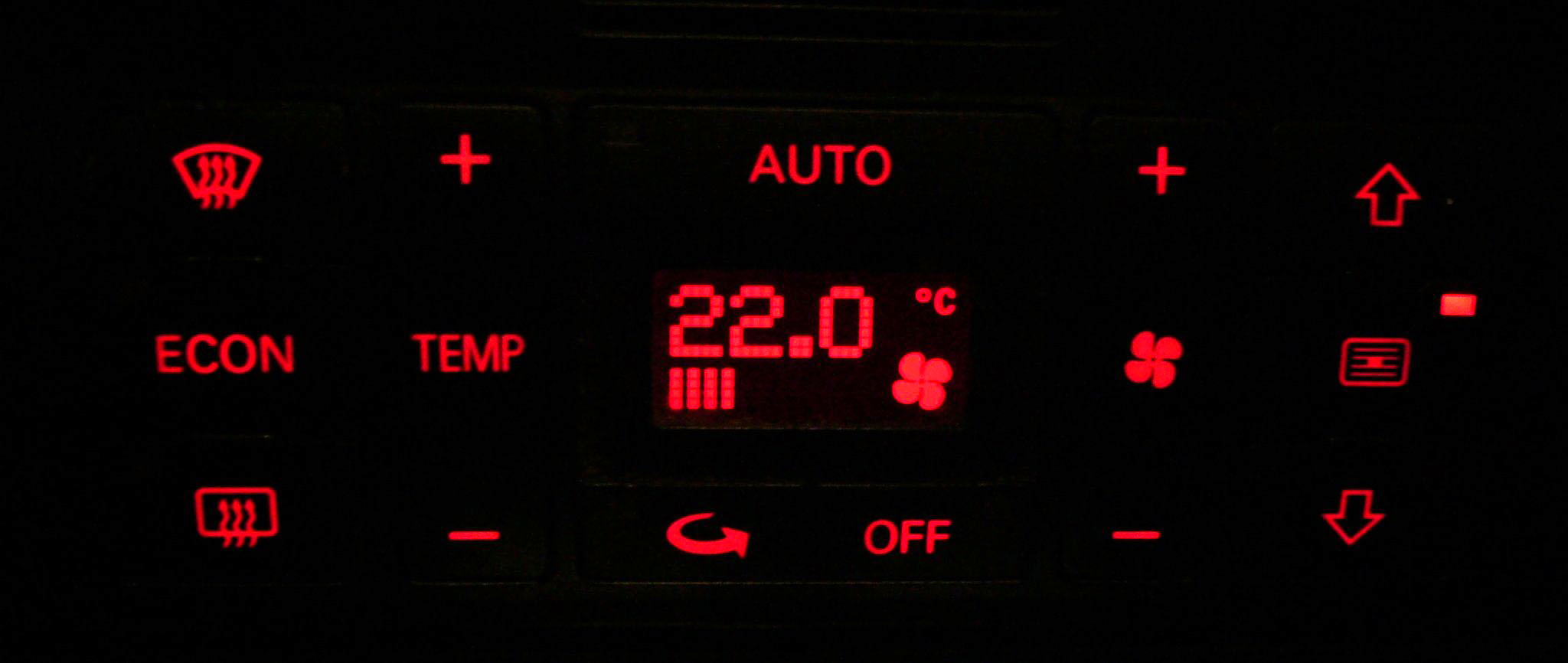

O ciclo termodinâmico que ocorre no interior dos veículos começa com o fluido refrigerante no estado gasoso a uma temperatura próxima de 0°C. O compressor, que está acoplado ao motor, comprime o fluido rapidamente (compressão adiabática), fazendo com que a temperatura e a pressão aumentem; esta fica próxima do ponto de saturação (ponto no qual o gás fica no limite de sofrer uma transformação de estado) e aquela se eleva para aproximadamente 80°C. Após isso, o fluido, que está à alta temperatura e pressão, é levado ao condensador, onde troca calor com o meio externo. Como as temperaturas externas não são superiores a temperatura do fluido, este perde calor, liquefazendo-se. A seguir, o fluido sai do condensador no estado liquido e à temperatura relativamente alta, deslocando-se para o dispositivo de expansão, que, como o próprio nome já diz, expande o gás, fazendo com que a temperatura e a pressão sejam bruscamente reduzidas. A temperatura muda para aproximadamente 0°C. Finalmente, o gás é levado ao evaporador, que se localiza próximo ao painel do veículo, onde o fluido, por estar a uma temperatura inferior ao ambiente interno do automóvel, retira calor deste, o que proporciona a evaporação do fluido e a redução da temperatura interna do automóvel. Em seguida, o fluido volta para o compressor, repetindo o ciclo.

## Componentes

### Fluido refrigerante
Inicialmente era utilizado o fluido de refrigeração/fluido refrigerante CFC-12 (clorofluorocarboneto baseado em carbono) nos sistemas de climatização, mas por afetar a camada de ozônio foi substituído por HFC-134a (hidrofluorocarboneto), além de ser não inflamável e não tóxico.

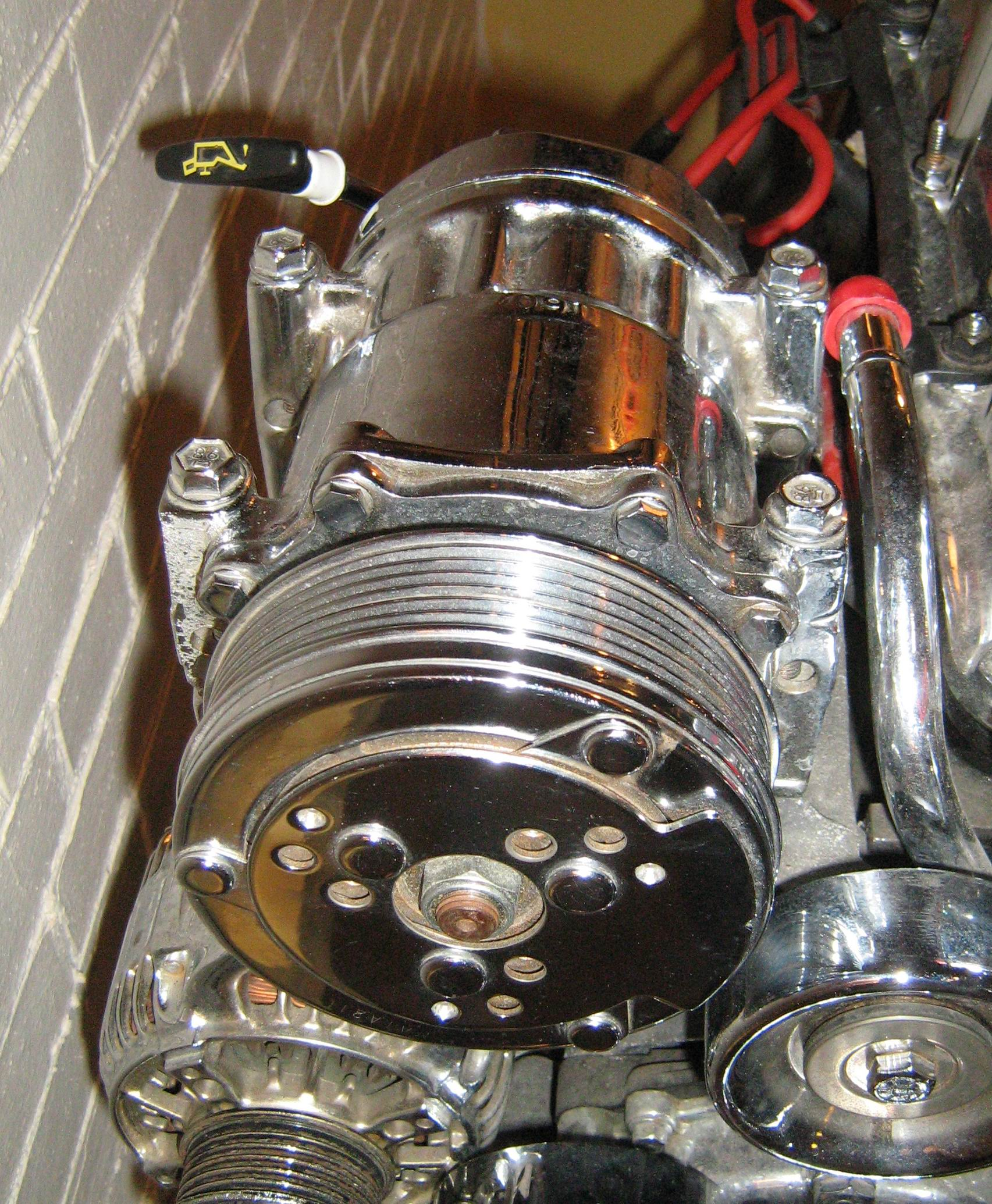

### Compressor
Este componente é ligado ao motor, e assim influencia no consumo de combustível do veículo, pois este quando é ligado “rouba” parte da energia produzida durante a queima do combustível e afetando a potência do veículo, principalmente em veículos com menor cilindrada (automóvel 1.0), além de aumentar a carga sobre o motor devido seu peso.

### Condensador
O condensador é possicionado em um local onde passa um bom fluxo de ar, pois o ar que vem do exterior faz a liquefação do fluido de refrigeração HFC-134a que passa pelos tubos metálicos de alumínio e aletas deste componente. Somado a isso, o condensador possui ventoinhas, que serão acionadas quando o fluxo/ventilação for pequena para mudar o fluido de fase: por exemplo, quando o veículo está parado. Inicialmente, os tubos eram feitos com ferro e cobre, mas foi substituido pelo alumínio, por ter menor massa e facilidade de reciclagem.

### Dispositivos de expansão
Existem dois tipos comuns deste componente, a válvula de expansão (termostato) e tubo de orifício, que tem a mesma função: reduzir a pressão e temperatura do fluido refrigerador (que está no estado líquido) que está saindo do condensador, condições ideais para passar no evaporador.

### Evaporador
Este é o local onde é feito a evaporação do fluido de refrigeração. O evaporador possui estrutura semelhante ao condensador, pois ambos fazem trocas de calor, fazendo a mudança de estado do fluido, com a diferença é que este no interior do componente está em baixa  temperatura. Dentro do evaporador a temperatura é menor que a temperatura do interior do veículo, fazendo com que o calor passe ao fluido evaporando-o.

### Dispositivos auxiliares
O evaporador e o condensador possuem mecanismos que auxiliam no bom funcionamento do ciclo da climatização. São os mecanismos de separação de vapor e o acumulação de líquido, posicionados respectivamente na saída do condensador e na saída do evaporador: o primeiro faz que apenas o fluido em estado líquido chegue na válvula de expansão e, o segundo faz com que apenas o fluido em estado gasoso chegue ao compressor.

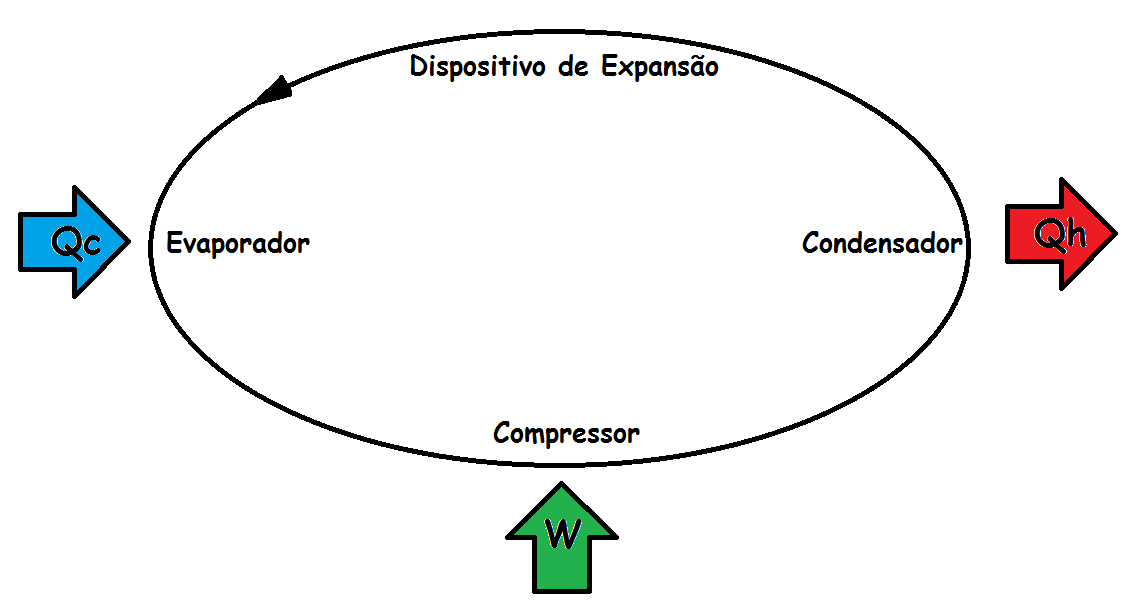
Ciclo de climatização veicular e a Segunda Lei da Termodinâmica.

O condicionador de ar automotivo e a 2ª Lei da Termodinâmica
Conforme a Segunda Lei da Termodinâmica:
{\displaystyle Qh=W+Qc}
onde "Qh" e "Qc" são, respectivamente,os calores liberados e retirados dos reservatórios quente e frio; e W é o trabalho realizado/fornecido.
No sistema de climatização automotiva:
- "Qh" é o calor liberado no condensador.
- "W" é o trabalho realizado pelo compressor.
- "Qc" é o calor recebido pelo evaporador.

O calor liberado pelo veículo é, em um ciclo real, maior que a soma do trabalho e do calor retirado do interior do automóvel, principalmente devido ao atrito no interior das tubulações, à influência da radiação solar, etc.

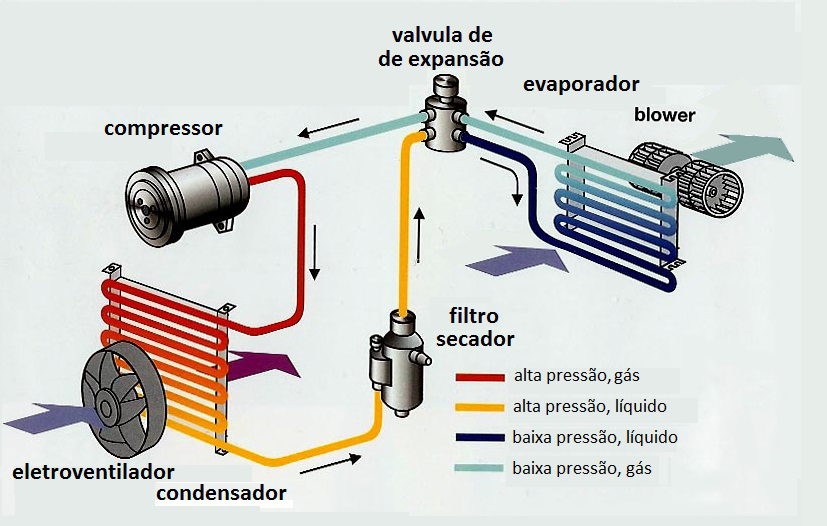
Sistema básico do climatizador de um veículo